# وضح
الوضح (بالإنجليزية: Leukoderma)‏ هو حالة جلدية مكتسبة تمتاز بفقدان موضعي لصبغة الجلد والتي تحدث بعد عدد من الأمراض الجلدية الالتهابية أو الحروق أو الحقن الستيرويدية الموضعية لبعض الحالات الجلدية أو بعد تسحيج الجلد وغيرها.
يعد الوضح مشكلة جمالية رغم أنه غير معد وغير ناقل للعدوى.